# Sebastian Weigle
Sebastian Weigle (* 1961 in Berlin) ist ein deutscher Hornist und Dirigent.

## Leben
Sebastian Weigle wurde als ältester Sohn des damaligen Kantors der Schlosskirche in Berlin-Buch und ab 1980 auch Landeskirchenmusikdirektor für Berlin und Brandenburg, Gottfried Weigle (25. März 1934–21. September 1997), geboren. Sebastian Weigle studierte an der Hochschule für Musik „Hanns Eisler“ Berlin Horn, Klavier und Dirigieren. 1987 gründete er den Kammerchor Berlin, später leitete er das Neue Berliner Kammerorchester. Er spielte 15 Jahre als erster Solohornist der Staatskapelle Berlin.
Außerdem gehörte er dem Jazz-Orchester „Vielharmonie“ in Ostberlin an.

1993 wurde er Chefdirigent des Landes-Jugendsinfonieorchesters Brandenburg, 1994 Kapellmeister und 1997 Erster Kapellmeister an der Staatsoper Unter den Linden. Er gastierte an zahlreichen Opernhäusern, u. a. an der Staatsoper Dresden, der Oper Frankfurt, der Wiener Volksoper und der Wiener Staatsoper sowie der Metropolitan Opera in New York.

2003 wählte ihn die Zeitschrift Opernwelt zum Dirigenten des Jahres für die von ihm geleitete Inszenierung der Frau ohne Schatten an der Oper Frankfurt mit dem Regisseur Christof Nel.

Von 2004 bis 2009 war Weigle Generalmusikdirektor des Gran Teatre del Liceu in Barcelona.

Von 2008 bis 2023 war er Generalmusikdirektor der Oper Frankfurt als Nachfolger von Paolo Carignani.

Bei den Bayreuther Festspielen leitete Weigle von 2007 bis 2011 eine Neuproduktion von Die Meistersinger von Nürnberg (Regie: Katharina Wagner). Es folgten Debüts am Opernhaus Zürich (2013), an der Staatsoper Hamburg (2014), mit den Wiener Symphonikern (2015) und am Royal Opera House London (2018). Seit 2019 ist Weigle auch Chefdirigent des Yomiuri Nippon Symphony Orchestra Tokio.
Weigle ist ein Neffe des Dirigenten und ehemaligen Hochschullehrers Jörg-Peter Weigle und der Bruder des im Juli 2015 verstorbenen Bratschisten Friedemann Weigle (1962–2015, siehe Artemis Quartett).